# Geschriebenstein
Geschriebenstein ( [ ɡəˈʃʀiːbn̩ˌʃtaɪ̯n], též Gschriebenstein, maďarsky Írott-kő, 884 m n. m., doslova „Popsaný kámen“) je vrch v Kőszegském pohoří (maďarsky Kőszegi-hegység, německy Günser Gebirge), které patří do geomorfologické oblasti Hory východně od řeky Mury, resp. do východního podhůří Alp. Vrch se nachází přímo na státní hranici mezi Rakouskem (spolková země Burgenland) a Maďarskem (župa Vas). Je to zároveň nejvyšší bod Burgenlandu i celého Západního Maďarska (Zadunají). Kopec je zalesněný, pouze na samotném vrcholu je zatravněná planina, kde přímo nad hraničním patníkem stojí kamenná rozhledna.